# Il diario di una donna amata
Il diario di una donna amata (Maria Baskirceva) è un film del 1936 diretto da Hermann Kosterlitz. Questo è l'ultimo film europeo del regista tedesco: trasferitosi negli U.S.A. nel '36 stesso, vi girerà per decenni pellicole a firma Henry Coster.

## Trama
La giovane pittrice russa Maria Baskirceva si reca a Parigi per perfezionare la sua arte. Il suo professore Bassieux si innamora di lei e le chiede di sposarlo, ma lei rifiuta. Mentre gira per la città in cerca di soggetti da dipingere incontra De Maupassant, già noto scrittore, e tra di loro nasce una appassionata relazione. Bassieux, geloso, minaccia di denunciare lo scandalo, ma il dottor Walitsky lo blocca rivelandogli, senza accorgersi che Maria lo ascolta, che la giovane è malata di tisi ed ha poco da vivere. Maria decide di lasciare Maupassant per morire in solitudine. Ma quando, ormai alla fine, lo invoca, sarà Bassieux ad avvisarlo ed a condurlo da lei per l'addio.

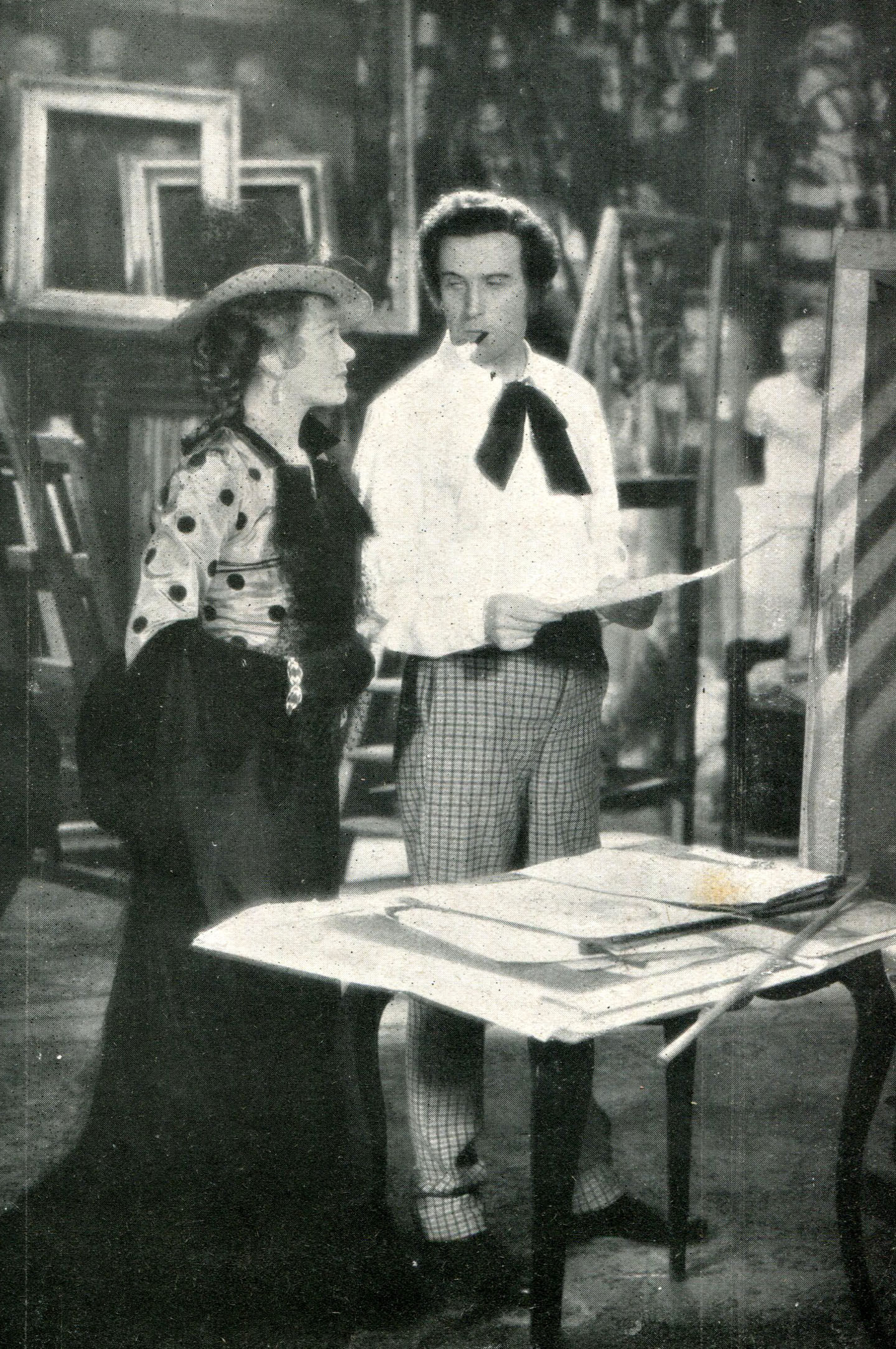
Isa Miranda ed Ennio Cerlesi

## Produzione
Soggetto e sceneggiatura. Il diario di una donna amata è tratto dal Journal autobiografico scritto sino al 1884 - anno della sua morte - dalla pittrice russa Marija Konstantinovna Baškirceva, pubblicato in Francia nel 1885. Alla preparazione del film prese parte anche lo scrittore italiano Corrado Alvaro, che iniziò in tal modo la sua prima fase di attività nel mondo della cinematografia. Dopo questa prima prova, partecipò anche al secondo film "tedesco" della Miranda (Una donna tra due mondi), anche se entrambi questi suoi scritti sono ritenuti "minori" rispetto ad altri realizzati successivamente quali Terra di nessuno (1939) e Fari nella nebbia (1942). Nel dopoguerra sviluppò le sue attività per il cinema come critico de Il Mondo.
In realtà Alvaro, come egli stesso raccontò, si limitò ad adattare in italiano, uno scenario scritto da Felix Joachimson, incontrando notevoli difficoltà e contrasti nei rapporti con la produzione. Non riuscì ad imporre una visione veritiera della vicenda, dato che la Baškirceva ebbe con Maupassant rapporti soltanto epistolari, per cui concluse che «quando gli uomini del cinema mettono mano ad un soggetto biografico sembrano fidare troppo nell'ignoranza del pubblico».
l'infedeltà del soggetto rispetto alla vera vicenda fu anche causa di una vertenza legale avviata presso il Tribunale di Parigi dai discendenti della Baškirceva (la famiglia Nemeronowsky) che accusarono i produttori di «intaccare gravemente la memoria della nostra ava». Ma i giudici francesi respinsero la richiesta di sequestrare la pellicola, sostenendo la liceità di sviluppare, a partire da fatti veritieri, delle storie immaginarie, a patto che non ledessero gravemente l'aspetto fisico o la rispettabilità della persona, cosa che in questo caso non era accaduto.
Riprese. Il film fu girato a Vienna, negli studi cinematografici della "Sasha - Tobis" con il titolo originale di Maria Baschkirsceff. La lavorazione iniziò il 31 luglio del 1935 e si protrasse per circa 2 mesi. Si trattò di una co-produzione austro-italiana della quale venne realizzato la doppia versione italiana e tedesca. 

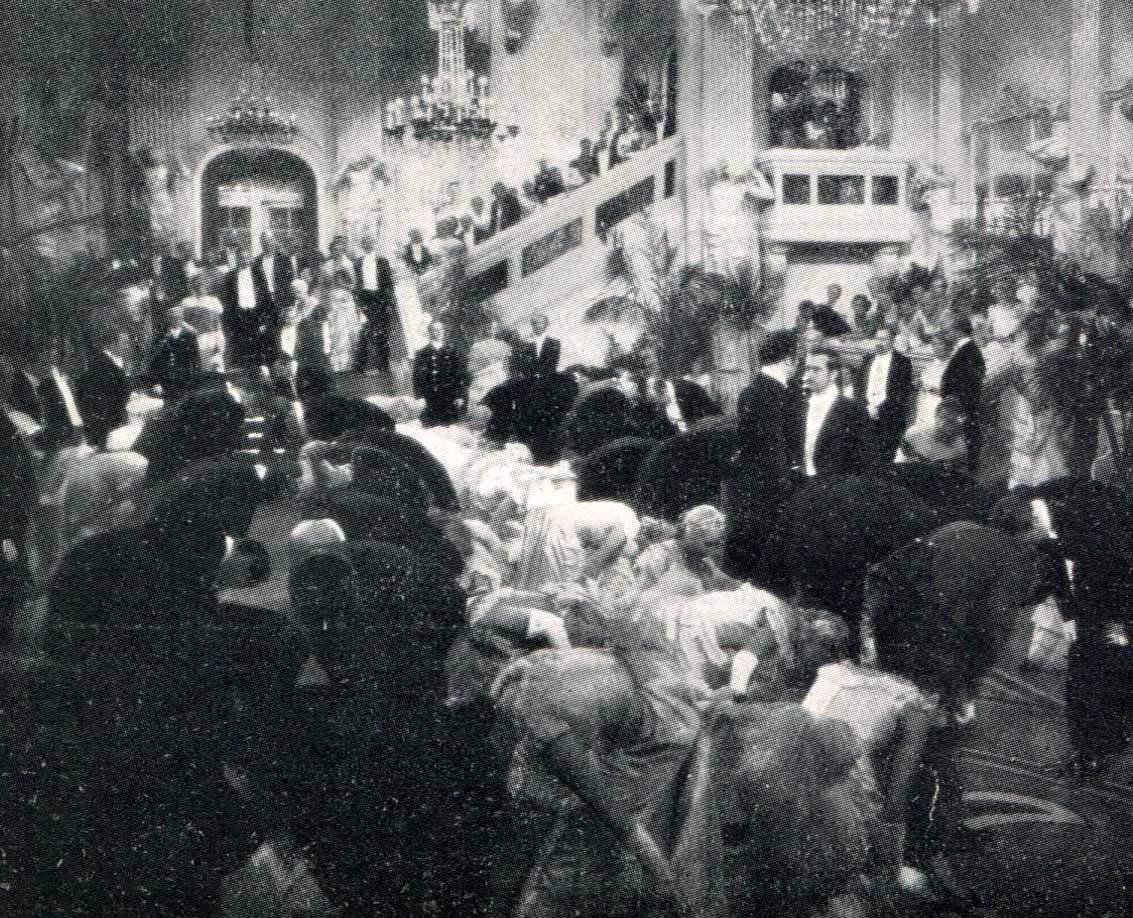
foto di scena

Fu l'ultimo film europeo del regista Hermann Kosterlitz, che nello stesso anno, dopo il trasferimento a Hollywood, prenderà il nome di Henry Koster e dirigerà la giovanissima "stella" della "Universal" Deanna Durbin. La partecipazione ad una produzione internazionale fu considerata, nonostante la falsificazione della realtà storica operata dai produttori, un segnale che dimostrava la ritrovata vitalità della cinematografia italiana. Isa Miranda accettò quindi con gioia la proposta del produttore Szekeley di trasferirsi per quello che era il suo primo contratto con l'estero, anche se per questo fu costretta ad imparare il tedesco. Nonostante le difficoltà linguistiche, la sua interpretazione fu molto apprezzata e lo stesso Kosterlitz volle che la versione con la Miranda (e non quella con l'attrice dell'edizione tedesca) fosse quella destinata alla esportazione. Il diario di una donna amata aprì alla Miranda la strada per altri due film della sua "trilogia tedesca" nel biennio 1935-36. Accanto alla Miranda prese parte al film qualche altro affermato attore italiano, più una giovane debuttante (Carola Carli) che poi non ebbe altri ruoli nel cinema.

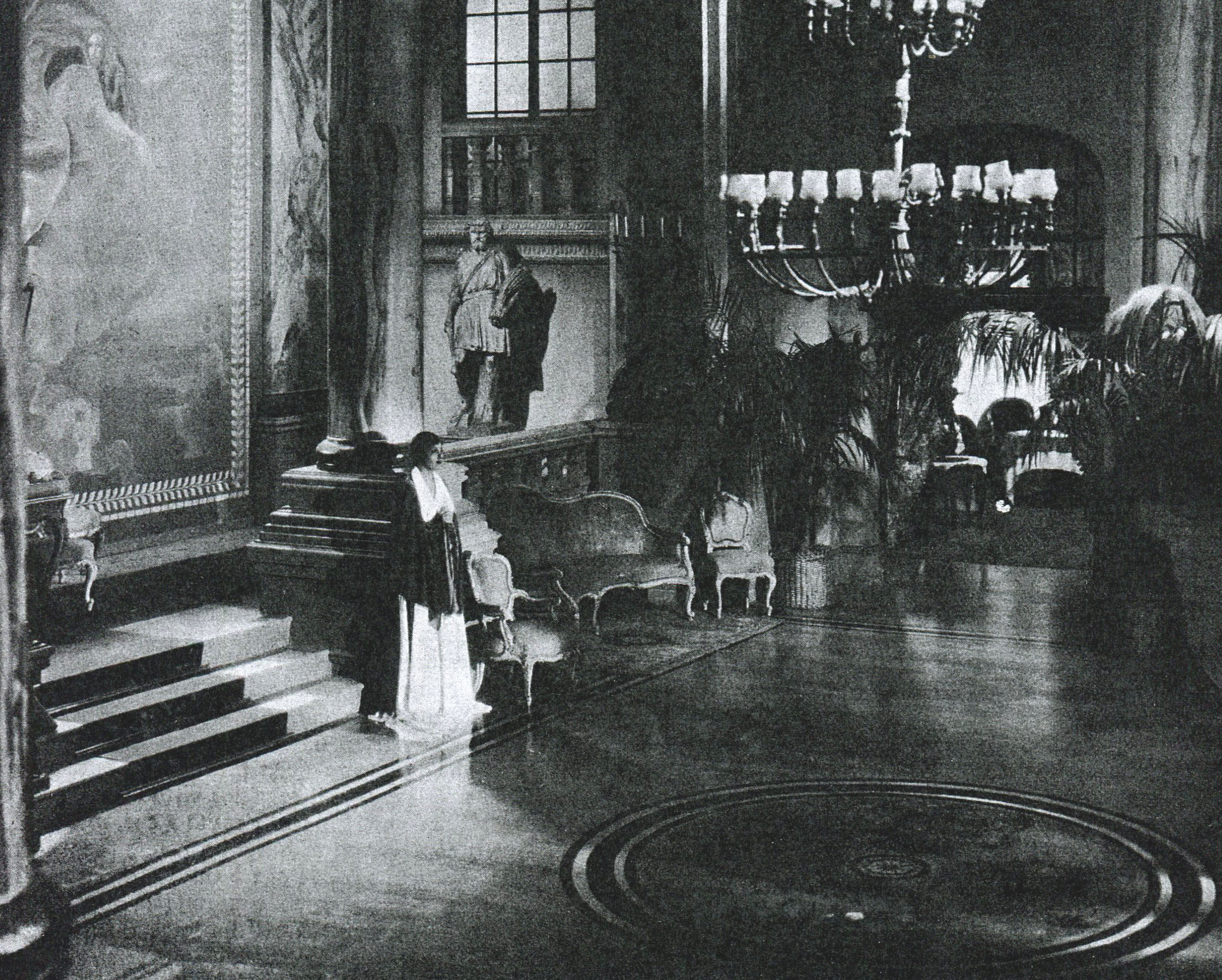
Isa Miranda - foto di scena

## Accoglienza
Nonostante la lavorazione fosse terminata nell'ottobre 1935, ed il film avesse ottenuto senza problemi il visto della censura nel dicembre dello stesso anno, esso venne distribuito in Italia solo nella primavera dell'anno successivo.
I commenti della critica italiana furono prevalentemente negativi, anche se tutti lodarono la Miranda per la sua interpretazione. Il film venne definito «un polpettone in cui è inutile cercare segni di credibilità e di verità [nel quale] la scelta degli episodi è stata fatta senza cura e senza ambizioni d'arte. Il film si salva per l'interpretazione di Isa Miranda». Inoltre «né i soggettisti, né il regista hanno saputo appoggiare questo personaggio ad un'azione viva ed efficace, psicologicamente sostenuta, facendo di Maria Baschkirtseff un personaggio vago, monocorde, impacciato e privo di spontaneità».
Fece eccezione il giudizio del Messaggero, secondo il quale nel film v'erano «sentimento, spirito, eleganza, descrizione attenta e felice dei tipi di contorno [con] Isa Miranda che ha servito le intenzioni dei produttori come meglio non si poteva, felice, fiduciosa nella vita, innamorata dei suoi sogni e dell'arte»